# Nicolaas Johannes Krom
Pour les articles homonymes, voir Krom.
Nicholaas Johannes Krom (N. J. Krom), né le 5 septembre 1883 à Bois-le-Duc (Pays-Bas) et mort le 8 mars 1945 à Leyde (Pays-Bas), est un orientaliste, épigraphiste, archéologue néerlandais. Il a mené des recherches sur l'histoire de l'Indonésie et sa culture traditionnelle,.
Il est l'un des leaders du groupe de l'« école hollandaise » pour l'étude de l'historiographie philologique indonésienne,. Un de ses écrits qui a longtemps été une référence à l'histoire ancienne de l'Indonésie est Hindoe-Javaansche Geschiedenis (1926).

## Biographie
De 1901 à 1905, N. J. Krom étudie à l'université de Leyde, où il étudie le sanskrit avec H. Kern et J. S. Speyer, ainsi que l'ancienne langue javanaise (Kavi) avec J. C. G. Jonker. En 1908, il soutient sa thèse de doctorat. Il travaillr en Indonésie de 1910 à 1915 et en 1921. Depuis 1913, il est premier chef du Service archéologique de l'Inde néerlandaise et, depuis 1919, professeur d'archéologie et d'histoire ancienne de l'Inde néerlandaise à l'université de Leyde.

## Publications
- Korte gids voor den Boro-Budur, Batavia : Landsdrukkerij, 1913.
- Varia, Batavia : Albrecht, 1914.
- Gedateerde inscripties van Nederlandsch-Indië : eerste aanvulling, Batavia : Albrecht, 1914.
- Inleiding tot de Hindoe-Javaansche kunst, 's-Gravenhage : M. Nijhoff, 1923.
- Het oude Java en zijn kunst, Haarlem : De Erven F. Bohn, 1923.
- The life of Buddha on the stūpa of Barabud̤ur according to the Lalitavistara-text, The Hague : M. Nijhoff, 1926.
- L'art javanais dans les musées de Hollande et de Java, Paris ; Brussels : G. Van Oest, 1926.
- De levensgeschiedenis van den Buddha op Barabuḍur, 's-Gravenhage : M. Nijhoff (nl), 1926.
- Barabudur : archaeological description, The Hague: Martinus Nijhoff (nl), 1927.
- Gouverneur Generaal Gustaaf Willem van Imhoff, Amsterdam : Van Kampen, 1941.